# Eisschnelllauf-Sprintweltmeisterschaft 2003
Die 34. Eisschnelllauf-Sprintweltmeisterschaft wurde vom 18. bis 19. Januar im kanadischen Calgary (Olympic Oval) ausgetragen.

## Wettbewerb
- 66 Sportler aus 14 Nationen nahmen am Mehrkampf teil

| Teilnehmende Nationen                       | Teilnehmende Nationen            | Teilnehmende Nationen               | Teilnehmende Nationen       |
| ------------------------------------------- | -------------------------------- | ----------------------------------- | --------------------------- |
| Belarus Kanada Volksrepublik China Finnland | Deutschland Ungarn Italien Japan | Südkorea Niederlande Norwegen Polen | Russland Vereinigte Staaten |

### Frauen

#### Endstand
- Zeigt die zwölf erfolgreichsten Sportlerinnen der Sprint-WM

| Rang | Name                      | 1. Lauf 500 Meter | Pkt.  | 1. Lauf 1.000 Meter | Pkt.  | 2. Lauf 500 Meter | Pkt.  | 2. Lauf 1.000 Meter | Pkt.  | Gesamt- pkt. |
| ---- | ------------------------- | ----------------- | ----- | ------------------- | ----- | ----------------- | ----- | ------------------- | ----- | ------------ |
| 1    | Monique Garbrecht-Enfeldt | 37,76 (1)         | 37,76 | 1:14,89 (1)         | 37,44 | 37,75 (1)         | 37,75 | 1:14,54 (1)         | 37,27 | 150,225      |
| 2    | Cindy Klassen             | 38,58 (10)        | 38,58 | 1:15,16 (3)         | 37,58 | 38,41 (11)        | 38,41 | 1:14,71 (2)         | 37,35 | 151,925      |
| 3    | Shihomi Shin’ya           | 38,09 (3)         | 38,09 | 1:15,57 (5)         | 37,78 | 38,05 (3)         | 38,05 | 1:16,11 (9)         | 38,05 | 151,980      |
| 4    | Wang Manli                | 37,82 (2)         | 37,82 | 1:16,18 (8)         | 38,09 | 37,96 (2)         | 37,96 | 1:16,23 (10)        | 38,11 | 151,985      |
| 5    | Jennifer Rodriguez        | 38,52 (9)         | 38,52 | 1:15,05 (2)         | 37,52 | 38,78 (16)        | 38,78 | 1:14,97 (3)         | 37,48 | 152,310      |
| 6    | Anschalika Kazjuha        | 38,47 (8)         | 38,47 | 1:15,83 (6)         | 37,91 | 38,33 (9)         | 38,33 | 1:15,55 (4)         | 37,77 | 152,490      |
| 7    | Catriona LeMay-Doan       | 38,16 (5)         | 38,16 | 1:15,92 (7)         | 37,96 | 38,13 (6)         | 38,13 | 1:17,06 (16)        | 38,53 | 152,780      |
| 8    | Marianne Timmer           | 39,06 (20)        | 39,06 | 1:15,42 (4)         | 37,71 | 38,34 (10)        | 38,34 | 1:15,57 (5)         | 37,78 | 152,895      |
| 9    | Sayuri Osuga              | 38,14 (4)         | 38,14 | 1:16,72 (13)        | 38,36 | 38,10 (5)         | 38,10 | 1:17,01 (15)        | 38,50 | 153,105      |
| 10   | Andrea Nuyt               | 38,33 (6)         | 38,33 | 1:16,54 (11)        | 38,27 | 38,25 (7)         | 38,25 | 1:16,52 (12)        | 38,26 | 153,110      |
| 11   | Pamela Zoellner           | 38,72 (12)        | 38,72 | 1:16,66 (12)        | 38,33 | 38,32 (8)         | 38,32 | 1:15,87 (7)         | 37,93 | 153,305      |
| 12   | Becky Sundstrom           | 38,74 (13)        | 38,74 | 1:16,34 (10)        | 38,17 | 38,76 (14)        | 38,76 | 1:15,67 (6)         | 37,83 | 153,505      |

#### 1. Lauf 500 Meter
| Platz | Name                      | Land                | Zeit  | Punkte |
| ----- | ------------------------- | ------------------- | ----- | ------ |
| 1     | Monique Garbrecht-Enfeldt | Deutschland         | 37,76 | 37,76  |
| 2     | Wang Manli                | Volksrepublik China | 37,82 | 37,82  |
| 3     | Shihomi Shin’ya           | Japan               | 38,09 | 38,09  |
| 4     | Sayuri Ōsuga              | Japan               | 38,14 | 38,14  |
| 5     | Catriona LeMay-Doan       | Kanada              | 38,16 | 38,16  |
| 6     | Andrea Nuyt               | Niederlande         | 38,33 | 38,33  |
| 7     | Swetlana Schurowa         | Russland            | 38,44 | 38,44  |
| 8     | Anschalika Kazjuha        | Belarus             | 38,47 | 38,47  |
| 9     | Jennifer Rodriguez        | Vereinigte Staaten  | 38,52 | 38,52  |
| 10    | Cindy Klassen             | Kanada              | 38,58 | 38,58  |
|       |                           |                     |       |        |
| 11    | Jenny Wolf                | Deutschland         | 38,60 | 38,60  |
| 12    | Pamela Zoellner           | Deutschland         | 38,72 | 38,72  |
| 25    | Heike Hartmann            | Deutschland         | 39,50 | 39,50  |

#### 1. Lauf 1.000 Meter
| Platz | Name                      | Land                | Zeit    | Punkte |
| ----- | ------------------------- | ------------------- | ------- | ------ |
| 1     | Monique Garbrecht-Enfeldt | Deutschland         | 1:14,89 | 37,44  |
| 2     | Jennifer Rodriguez        | Vereinigte Staaten  | 1:15,05 | 37,52  |
| 3     | Cindy Klassen             | Kanada              | 1:15,16 | 37,58  |
| 4     | Marianne Timmer           | Niederlande         | 1:15,42 | 37,71  |
| 5     | Shihomi Shin’ya           | Japan               | 1:15,57 | 37,78  |
| 6     | Anschalika Kazjuha        | Belarus             | 1:15,83 | 37,91  |
| 7     | Catriona LeMay-Doan       | Kanada              | 1:15,92 | 37,96  |
| 8     | Wang Manli                | Volksrepublik China | 1:16,18 | 38,09  |
| 9     | Chris Witty               | Vereinigte Staaten  | 1:16,33 | 38,16  |
| 10    | Becky Sundstrom           | Vereinigte Staaten  | 1:16,34 | 38,17  |
|       |                           |                     |         |        |
| 12    | Pamela Zoellner           | Deutschland         | 1:16,66 | 38,33  |
| 16    | Heike Hartmann            | Deutschland         | 1:17,42 | 38,71  |
| 26    | Jenny Wolf                | Deutschland         | 1:18,87 | 39,43  |

#### 2. Lauf 500 Meter
| Platz | Name                      | Land                | Zeit  | Punkte |
| ----- | ------------------------- | ------------------- | ----- | ------ |
| 1     | Monique Garbrecht-Enfeldt | Deutschland         | 37,75 | 37,75  |
| 2     | Wang Manli                | Volksrepublik China | 37,96 | 37,96  |
| 3     | Shihomi Shin’ya           | Japan               | 38,05 | 38,05  |
| 4     | Jenny Wolf                | Deutschland         | 38,06 | 38,06  |
| 5     | Sayuri Ōsuga              | Japan               | 38,10 | 38,10  |
| 6     | Catriona LeMay-Doan       | Kanada              | 38,13 | 38,13  |
| 7     | Andrea Nuyt               | Niederlande         | 38,25 | 38,25  |
| 8     | Pamela Zoellner           | Deutschland         | 38,32 | 38,32  |
| 9     | Anschalika Kazjuha        | Belarus             | 38,33 | 38,33  |
| 10    | Marianne Timmer           | Niederlande         | 38,34 | 38,34  |
|       |                           |                     |       |        |
| 25    | Heike Hartmann            | Deutschland         | 39,15 | 39,15  |

#### 2. Lauf 1.000 Meter
| Platz | Name                      | Land                | Zeit    | Punkte |
| ----- | ------------------------- | ------------------- | ------- | ------ |
| 1     | Monique Garbrecht-Enfeldt | Deutschland         | 1:14,54 | 37,27  |
| 2     | Cindy Klassen             | Kanada              | 1:14,71 | 37,35  |
| 3     | Jennifer Rodriguez        | Vereinigte Staaten  | 1:14,97 | 37,48  |
| 4     | Anschalika Kazjuha        | Belarus             | 1:15,55 | 37,77  |
| 5     | Marianne Timmer           | Niederlande         | 1:15,57 | 37,78  |
| 6     | Becky Sundstrom           | Vereinigte Staaten  | 1:15,67 | 37,83  |
| 7     | Pamela Zoellner           | Deutschland         | 1:15,87 | 37,93  |
| 8     | Chris Witty               | Vereinigte Staaten  | 1:15,90 | 37,95  |
| 9     | Shihomi Shin’ya           | Japan               | 1:16,11 | 38,05  |
| 10    | Wang Manli                | Volksrepublik China | 1:16,23 | 38,11  |
|       |                           |                     |         |        |
| 17    | Heike Hartmann            | Deutschland         | 1:17,30 | 38,65  |
| 19    | Jenny Wolf                | Deutschland         | 1:17,43 | 38,71  |

### Männer

#### Endstand
- Zeigt die zwölf erfolgreichsten Sportler der Sprint-WM

| Rang | Name               | 1. Lauf 500 Meter | Pkt.  | 1. Lauf 1.000 Meter | Pkt.  | 2. Lauf 500 Meter | Pkt.  | 2. Lauf 1.000 Meter | Pkt.  | Gesamt- pkt.  |
| ---- | ------------------ | ----------------- | ----- | ------------------- | ----- | ----------------- | ----- | ------------------- | ----- | ------------- |
| 1    | Jeremy Wotherspoon | 34,41 (1)         | 34,41 | 1:08,41 (2)         | 34,20 | 34,49 (1)         | 34,49 | 1:08,25 (3)         | 34,12 | 137,230       |
| 2    | Gerard van Velde   | 34,68 (3)         | 34,68 | 1:08,65 (4)         | 34,32 | 34,61 (2)         | 34,61 | 1:08,43 (4)         | 34,21 | 137,830       |
| 3    | Erben Wennemars    | 35,00 (4)         | 35,00 | 1:08,40 (1)         | 34,20 | 34,96 (5)         | 34,96 | 1:07,98 (2)         | 33,99 | 138,150       |
| 4    | Joey Cheek         | 35,10 (5)         | 35,10 | 1:08,57 (3)         | 34,28 | 34,87 (4)         | 34,87 | 1:07,95 (1)         | 33,97 | 138,230       |
| 5    | Hiroyasu Shimizu   | 34,52 (2)         | 34,52 | 1:09,28 (12)        | 34,64 | 34,67 (3)         | 34,67 | 1:09,07 (10)        | 34,53 | 138,365       |
| 6    | Lee Kyu-hyeok      | 35,22 (7)         | 35,22 | 1:08,81 (5)         | 34,40 | 35,08 (8)         | 35,08 | 1:08,76 (6)         | 34,38 | 139,085       |
| 7    | Jan Bos            | 35,30 (11)        | 35,30 | 1:09,00 (6)         | 34,50 | 35,01 (7)         | 35,01 | 1:08,81 (7)         | 34,40 | 139,215       |
| 8    | Kip Carpenter      | 35,22 (7)         | 35,22 | 1:09,05 (8)         | 34,52 | 35,17 (9)         | 35,17 | 1:09,00 (9)         | 34,50 | 139,415       |
| 9    | Mike Ireland       | 35,13 (6)         | 35,13 | 1:09,22 (11)        | 34,61 | 34,99 (6)         | 34,99 | 1:09,59 (14)        | 34,79 | 139,525       |
| 10   | Janne Hänninen     | 35,40 (14)        | 35,40 | 1:09,03 (7)         | 34,51 | 35,20 (11)        | 35,20 | 1:08,87 (8)         | 34,43 | 139,550       |
| 11   | Beorn Nijenhuis    | 35,29 (10)        | 35,29 | 1:09,21 (9)         | 34,60 | 35,59 (15)        | 35,59 | 1:08,53 (5) (JWR)   | 34,26 | 139,750 (JWR) |
| 12   | Choi Jae-bong      | 35,38 (13)        | 35,38 | 1:09,91 (15)        | 34,95 | 35,39 (13)        | 35,39 | 1:09,63 (15)        | 34,81 | 140,540       |

#### 1. Lauf 500 Meter
| Platz | Name                        | Land                        | Zeit  | Punkte |
| ----- | --------------------------- | --------------------------- | ----- | ------ |
| 1     | Jeremy Wotherspoon          | Kanada                      | 34,41 | 34,41  |
| 2     | Hiroyasu Shimizu            | Japan                       | 34,52 | 34,52  |
| 3     | Gerard van Velde            | Niederlande                 | 34,68 | 34,68  |
| 4     | Erben Wennemars             | Niederlande                 | 35,00 | 35,00  |
| 5     | Joey Cheek                  | Vereinigte Staaten          | 35,10 | 35,10  |
| 6     | Mike Ireland                | Kanada                      | 35,13 | 35,13  |
| 7     | Lee Kyu-hyeok Kip Carpenter | Südkorea Vereinigte Staaten | 35,22 | 35,22  |
| 9     | Masaaki Kobayashi           | Japan                       | 35,27 | 35,27  |
| 10    | Beorn Nijenhuis             | Niederlande                 | 35,29 | 35,29  |
|       |                             |                             |       |        |
| 26    | Andreas Behr                | Deutschland                 | 36,16 | 36,16  |

#### 1. Lauf 1.000 Meter
| Platz | Name                         | Land                           | Zeit    | Punkte |
| ----- | ---------------------------- | ------------------------------ | ------- | ------ |
| 1     | Erben Wennemars              | Niederlande                    | 1:08,40 | 34,20  |
| 2     | Jeremy Wotherspoon           | Kanada                         | 1:08,41 | 34,20  |
| 3     | Joey Cheek                   | Vereinigte Staaten             | 1:08,57 | 34,28  |
| 4     | Gerard van Velde             | Niederlande                    | 1:08,65 | 34,32  |
| 5     | Lee Kyu-hyeok                | Südkorea                       | 1:08,81 | 34,40  |
| 6     | Jan Bos                      | Niederlande                    | 1:09,00 | 34,50  |
| 7     | Janne Hänninen               | Finnland                       | 1:09,03 | 34,51  |
| 8     | Kip Carpenter                | Vereinigte Staaten             | 1:09,05 | 34,52  |
| 9     | Beorn Nijenhuis Chris Callis | Niederlande Vereinigte Staaten | 1:09,21 | 34,60  |
|       |                              |                                |         |        |
| 22    | Christian Breuer             | Deutschland                    | 1:11,27 | 35,63  |
| 28    | Andreas Behr                 | Deutschland                    | 1:12,10 | 36,05  |

#### 2. Lauf 500 Meter
| Platz | Name                        | Land                        | Zeit  | Punkte |
| ----- | --------------------------- | --------------------------- | ----- | ------ |
| 1     | Jeremy Wotherspoon          | Kanada                      | 34,49 | 34,49  |
| 2     | Gerard van Velde            | Niederlande                 | 34,61 | 34,61  |
| 3     | Hiroyasu Shimizu            | Japan                       | 34,67 | 34,67  |
| 4     | Joey Cheek                  | Vereinigte Staaten          | 34,87 | 34,87  |
| 5     | Erben Wennemars             | Niederlande                 | 34,96 | 34,96  |
| 6     | Mike Ireland                | Kanada                      | 34,99 | 34,99  |
| 7     | Jan Bos                     | Niederlande                 | 35,01 | 35,01  |
| 8     | Lee Kyu-hyeok               | Südkorea                    | 35,08 | 35,08  |
| 9     | Kip Carpenter Dmitri Lobkow | Vereinigte Staaten Russland | 35,17 | 35,17  |
|       |                             |                             |       |        |
| 24    | Christian Breuer            | Deutschland                 | 36,02 | 36,02  |
| 26    | Andreas Behr                | Deutschland                 | 36,03 | 36,03  |

#### 2. Lauf 1.000 Meter
| Platz | Name               | Land               | Zeit          | Punkte |
| ----- | ------------------ | ------------------ | ------------- | ------ |
| 1     | Joey Cheek         | Vereinigte Staaten | 1:07,95       | 33,97  |
| 2     | Erben Wennemars    | Niederlande        | 1:07,98       | 33,99  |
| 3     | Jeremy Wotherspoon | Kanada             | 1:08,25       | 34,12  |
| 4     | Gerard van Velde   | Niederlande        | 1:08,43       | 34,21  |
| 5     | Beorn Nijenhuis    | Niederlande        | 1:08,53 (JWR) | 34,26  |
| 6     | Lee Kyu-hyeok      | Südkorea           | 1:08,76       | 34,38  |
| 7     | Jan Bos            | Niederlande        | 1:08,81       | 34,40  |
| 8     | Janne Hänninen     | Finnland           | 1:08,87       | 34,43  |
| 9     | Kip Carpenter      | Vereinigte Staaten | 1:09,00       | 34,50  |
| 10    | Hiroyasu Shimizu   | Japan              | 1:09,07       | 34,53  |
|       |                    |                    |               |        |
| 26    | Christian Breuer   | Deutschland        | 1:11,59       | 35,79  |
| 29    | Andreas Behr       | Deutschland        | 1:11,95       | 35,97  |